# Spezialpreis der Internationalen Jury für den Besten Kurzfilm in der Sektion 14plus
Der Spezialpreis der Internationalen Jury für den Besten Kurzfilm in der Sektion 14plus wird seit 2013 jährlich auf der Berlinale von einer dreiköpfigen Jury aus Erwachsenen verliehen. Er wird von der Bundeszentrale für politische Bildung gestiftet und ist mit einem Preisgeld von 2.500 Euro versehen.

## Geschichte
2012 gab es zwar bereits eine Jugendjury Generation 14plus, aber noch keine internationale Jury, die einen Preis verliehen hätte. 2013 wurden erstmals Filme preisgekrönt.

## Jurys und preisgekrönte Filme

### 2010er Jahre
- 2013
  - Jurymitglieder: Andrew Okpeaha MacLean, Lucy Mulloy und Xavier García Puerto[2]
  - Spezialpreis der Internationalen Jury für den Besten Kurzfilm: Första gången – Regie: Anders Hazelius[3]
  - Lobende Erwähnung: Barefoot – Regie: Danis Goulet
- 2014
  - Jurymitglieder: Laura Astorga Carrera, Jan Soldat und N. Bird Runningwater[4]
  - Spezialpreis der Internationalen Jury für den Besten Kurzfilm: Vetrarmorgun – Regie: Sakaris Stórá[5]
  - Lobende Erwähnung: Søn – Regie: Kristoffer Kiørboe
- 2015
  - Jurymitglieder: Sophie Hyde, Alix Madigan-Yorkin und N. Marten Rabarts[6]
  - Spezialpreis der Internationalen Jury für den Besten Kurzfilm: Coach – Regie: Ben Adler[7]
  - Lobende Erwähnung: Tuolla puolen – Regie: Iddo Soskolne, Janne Reinikainen
- 2016
  - Jurymitglieder: Sam de Jong, Petros Silvestros und Liz Watts[8]
  - Spezialpreis der Internationalen Jury für den Besten Kurzfilm: O noapte in Tokoriki – Regie: Roxana Stroe[9]
  - Lobende Erwähnung: Kroppen är en ensam plats – Regie: Ida Lindgren
- 2017
  - Jurymitglieder: Benjamin Cantu, Roberto Doveris, Jennifer Reeder[10]
  - Spezialpreis der Internationalen Jury für den Besten Kurzfilm: The Jungle Knows You Better Than You Do – Regie: Juanita Onzaga[11]
  - Lobende Erwähnung: U Plavetnilo – Regie: Antoneta Alamat Kusijanović
- 2018
  - Jurymitglieder: Felipe Bragança, Mark Rogers und Verena von Stackelberg[12]
  - Spezialpreis der Internationalen Jury für den Besten Kurzfilm: Juck – Regie: Olivia Kastebring, Julia Gumpert, Ulrika Bandeira
  - Lobende Erwähnung: Na zdrowie! – Regie: Paulina Ziolkowska[13]
- 2019
  - Jurymitglieder: Nanouk Leopold, Pascal Plante und Maria Solrun[14]
  - Spezialpreis der Internationalen Jury für den Besten Kurzfilm: Liberty – Regie: Faren Humes[14]
  - Lobende Erwähnung: Sœurs Jarariju – Regie: Jorge Cadena

### 2020er Jahre
- 2020
  - Jurymitglieder: Abbas Amini, Jenna Bass, Rima Das[15]
  - Großer Preis für den Besten Film: Clebs – Regie: Halima Ouardiri[16]
  - Lobende Erwähnung: White Winged Horse – Regie: Mahyar Mandegar
- 2021
  - Jurymitglieder: Jella Haase, Mees Peijnenburg, Melanie Waelde[17]
  - Spezialpreis für den Besten Kurzfilm: Ausgesetzt für Berlinale 2021[18]
- 2022[19]
  - Spezialpreis für den Besten Kurzfilm: Au revoir Jérôme! – Regie: Adam Sillard, Gabrielle Selnet und Chloé Farr
  - Lobende Erwähnung: Blaues Rauschen – Regie: Simon Maria Kubiena
  - Lobende Erwähnung: Tinashe – Regie: Tig Terera
- 2023[20]
  - Spezialpreis für den Besten Kurzfilm: Infantaria – Regie: Laís Santos Araújo
  - Lobende Erwähnung: Incroci – Regie: Francesca de Fusco
- 2024
  - Jurymitglieder: Amjad Abu Alala, Banafshe Hourmazdi und Ira Sachs
  - Spezialpreis für den Besten Kurzfilm: Un pájaro voló – Regie: Leinad Pájaro De la Hoz
  - Lobende Erwähnung: Songs of Love and Hate – Regie: Saurav Ghimire
- 2025
  - Jurymitglieder: Emma Branderhorst, Aslı Özarslan und Ikoro Sekai
  - Spezialpreis für den Besten Kurzfilm: Ne réveillez pas l’enfant qui dort – Regie: Kevin Aubert
  - Lobende Erwähnung: Beneath Which Rivers Flow – Regie: Ali Yahya